# Judgement Day (utwór)
Judgement Day – singiel amerykańskiego rapera Method Mana, członka Wu-Tang Clan, wydany w 20 października 1998 roku na albumie Tical 2000: Judgement Day nakładem wytwórni Def Jam

## Lista utworów
Informacje o utworach pochodzą ze strony discogs.com
1. Judgement Day (Radio Edit)
  - Producenci: Method Man, 4th Disciple
2. Dangerous Grounds (Radio Edit)
  - Producent: True Master
  - Gościnnie: Streetlife
3. Big Dogs (Radio Edit)
  - Producent: Erick Sermon
  - Gościnnie: Redman
4. Judgement Day (Instrumental)
  - Producenci: Method Man, 4th Disciple
5. Dangerous Grounds (Instrumental)
  - Producent: True Master
6. Big Dogs (Instrumental)
  - Producent: Erick Sermon

## Notowania
| Rok  | Utwór         | Notowanie | Notowanie |
| Rok  | Utwór         | USA Rap   | USA R&B   |
| ---- | ------------- | --------- | --------- |
| 1998 | Judgement Day | 21        | 42        |